# Levide kyrka
Levide kyrka är en kyrkobyggnad i Levide i Visby stift. Den är församlingskyrka i Levide församling. 

## Kyrkobyggnaden

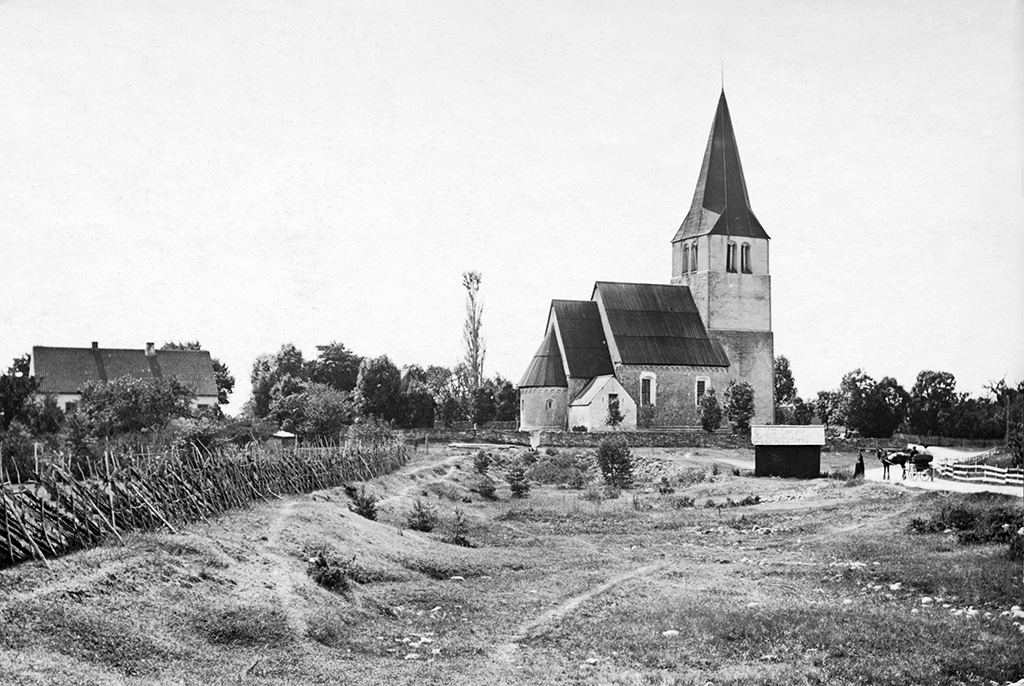
Levide kyrka omkring år 1900.

Kalkstenskyrkan är, förutom sakristian, en helt romansk anläggning. Planen består av ett treskeppigt långhus med absidkor i öster samt kyrktorn i väster. Långhus och kor är uppförda av kvadersten, medan tornet är byggt av tuktade stenblock. Byggnadstiden torde vara 1200-talets förra hälft. Sakristian, på korets nordsida, tillbyggdes under 1700-talet. Långhus och absidkor visar en enhetlig fasad med de bara kvaderstensmurarna och takfotens rundbågsfris. Tornet är putsat och vitkalkat, liksom sakristian. Långhuset och det lägre koret samt sakristian täcks av brädklädda sadeltak. Absiden har ett konformat yttertak. Tornet har rundbågiga kolonettförsedda ljudöppningar och kröns av en åttkantig tornspira. Kyrkans relativt små fönsteröppningar är av varierande form, och förändringar har skett under senare tid. Rundfönstret i tornets sydmur är ursprungligt, medan långhusets södra masverksfönster troligen tillkom vid en modernisering under 1300-talets början. Korets ensprångiga rundbågeportal har en vulst som löper i liv med muren, tornportalen är spetsbågig och tresprångig med ornerade kapitälband. Långhusets stora tvåsprångiga portal är försedd med intressant kapitälskulptur tillskriven stenmästaren "Calcarius". Kyrkorummets nio kryssvalv bärs upp av fyra massiva pelare med rundstavar i hörnen. Den spetsbågiga triumfbågen fick sin form vid 1300-talets modernisering, observera sidonischerna med små fyrpassfönster på ömse sidor om bågen. Koret täcks av ett lågt kryssvalv, absiden har ett hjälmvalv. En dubbel rundvälvd tornbåge sammanbinder långhus och ringkammare. I långhuset finns målningar av Passionsmästaren eller hans verkstad från 1400-talet. Triumfbågens kvadermålning är troligen från omkring 1300, medan absidvalvets akantusrankor härstammar från 1600-talet. Kyrkan restaurerades 1902–1903 samt 1956–1957 under ledning av arkitekt Nils Arne Rosén.

## Inventarier
- Ett processionskrucifix från 1300-talet är kyrkans enda medeltida inventarium.
- Altartavlan gjordes 1662 av Johan Bartsch.
- Ett epitafium av sandsten över en präst och hans familj är från 1682 och hänger på norra korväggen.
- Dopfunten av sandsten är från 1662.

### Orgel
- Orgeln byggdes 1892 av Åkerman & Lund Orgelbyggeri och renoverades 1957. Orgeln är mekanisk.

| Manual            | Pedal   | Koppel      |
| Borduna 16' B/D   | Bihängd | Man 4'/ Man |
| Principal 8’      |         |             |
| Rörfleut 8’       |         |             |
| Salicional 8'     |         |             |
| Octava 4'         |         |             |
| Crescebdosvällare |         |             |

## Bildgalleri

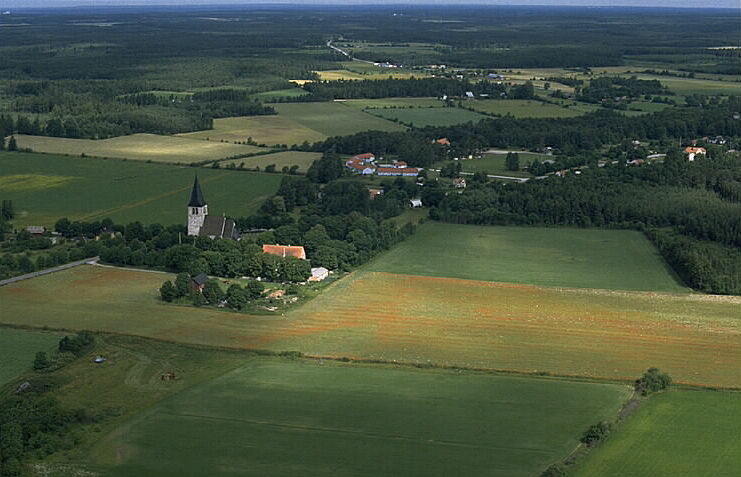
Kyrkan i landskapet
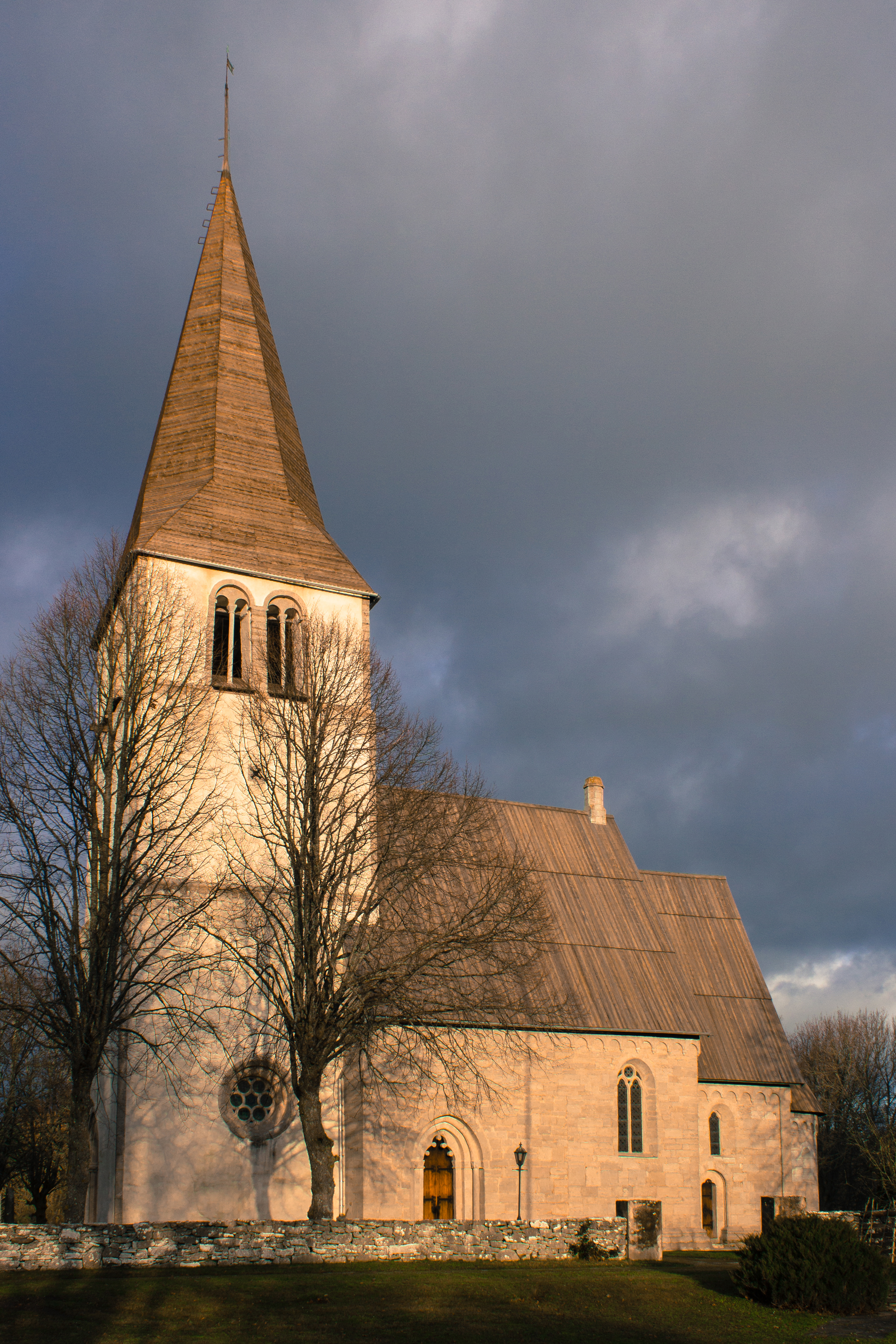
Kyrkan från söder
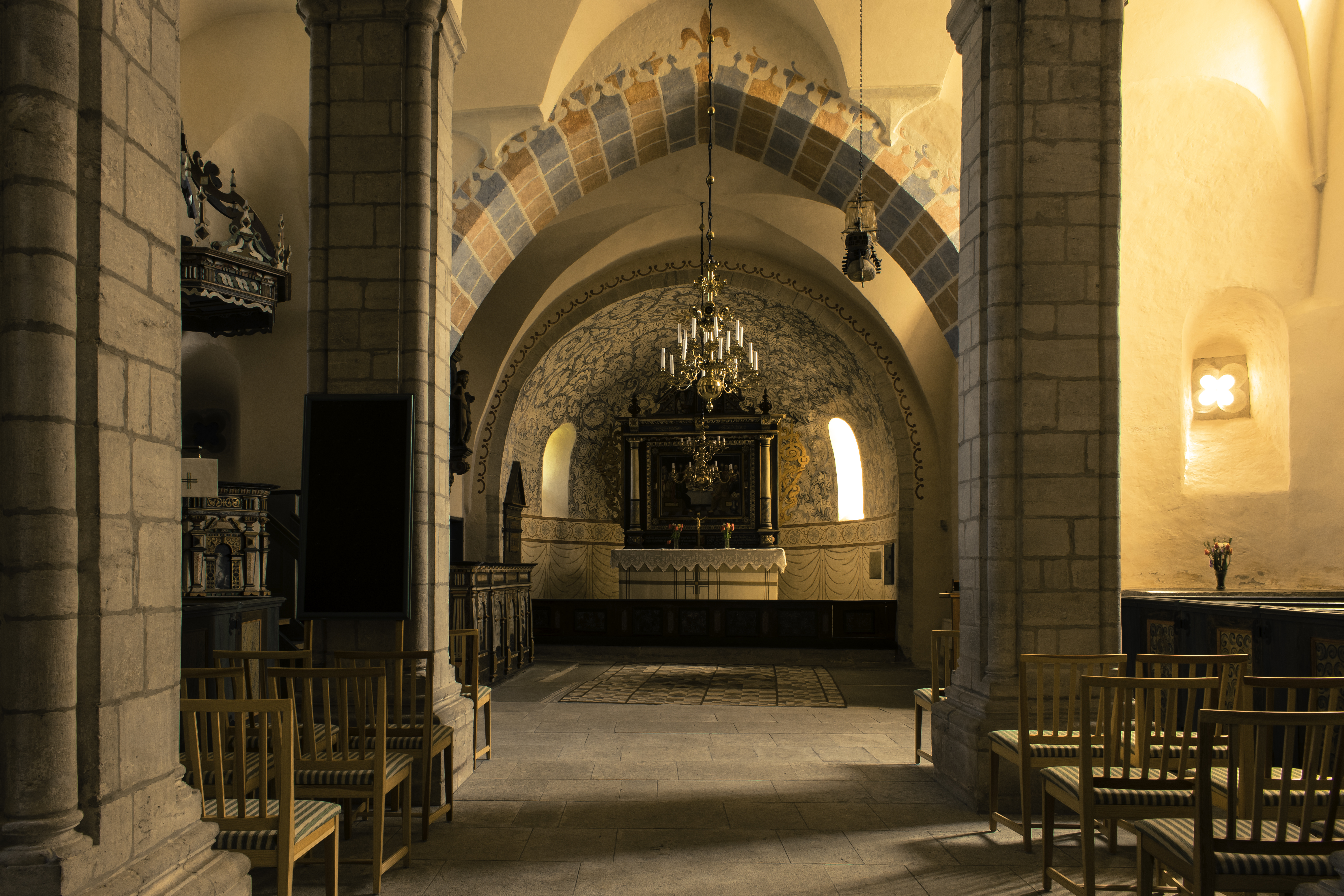
Interiör mot öster
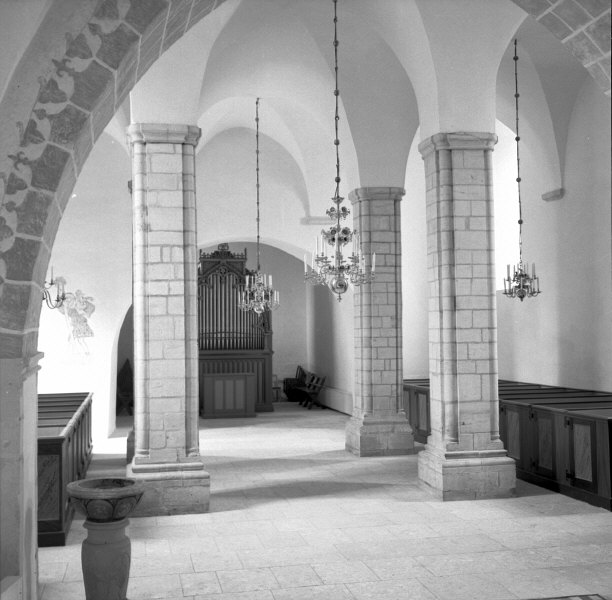
Kyrkorummet mot väster
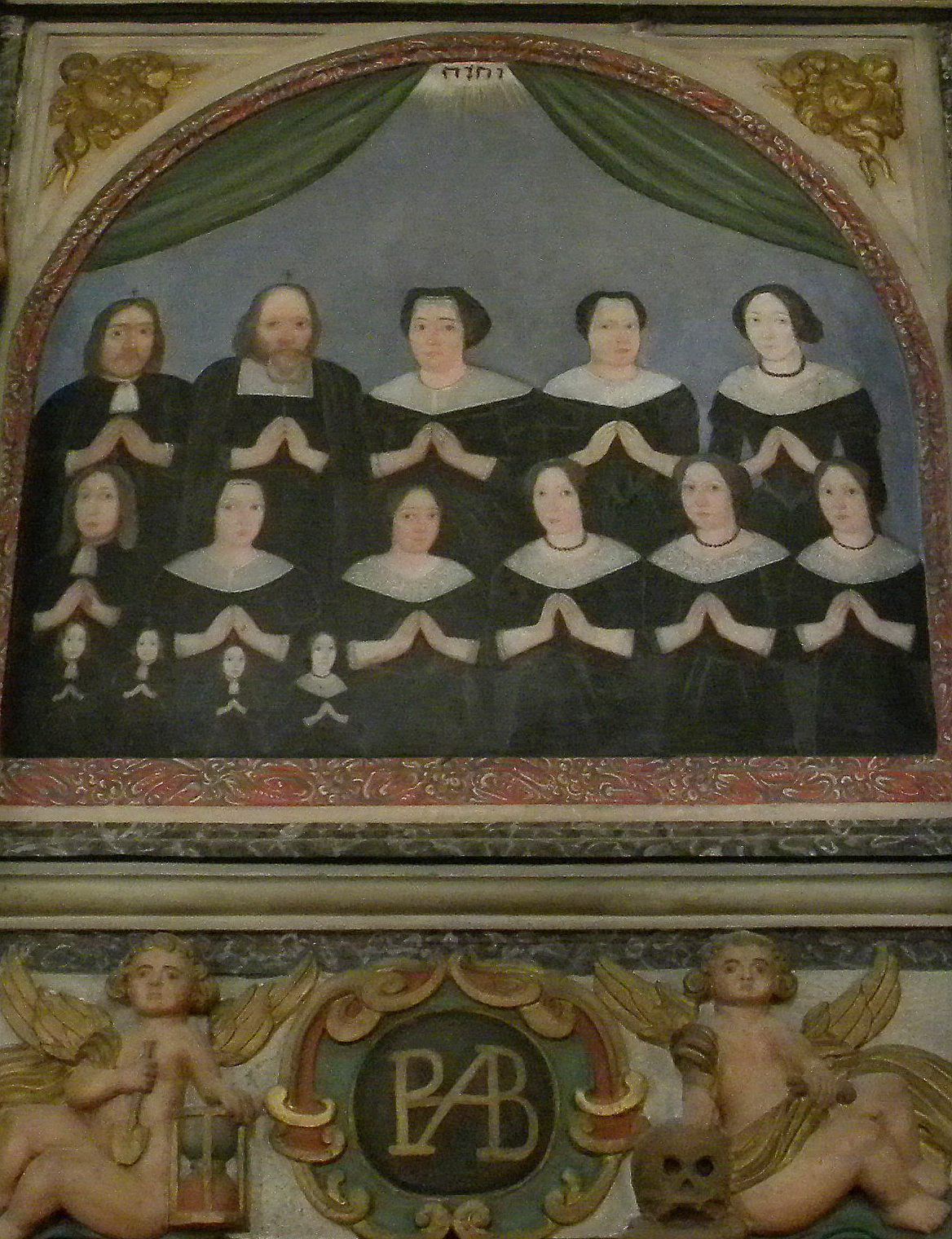
Epitafium från 1682
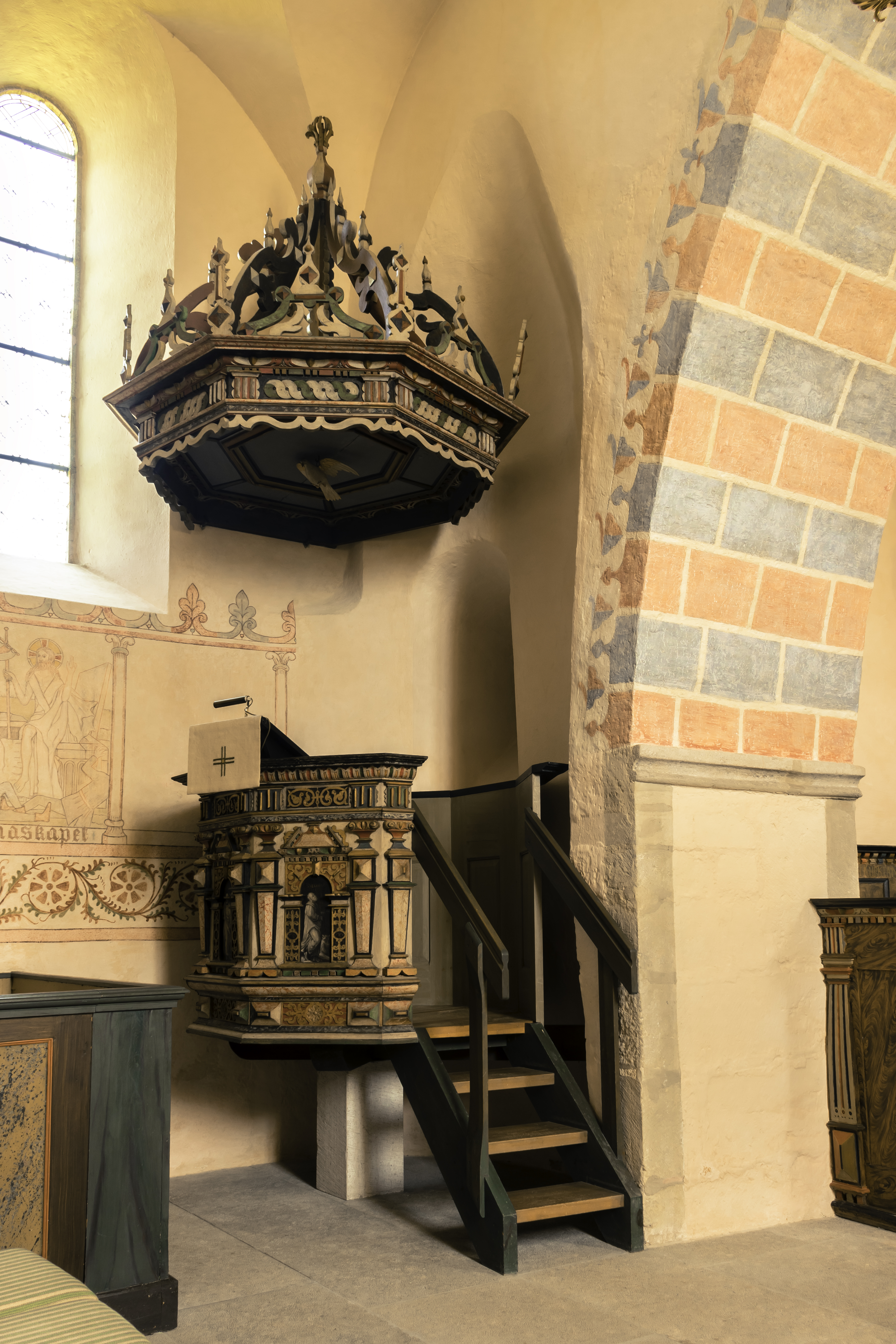
Predikstolen
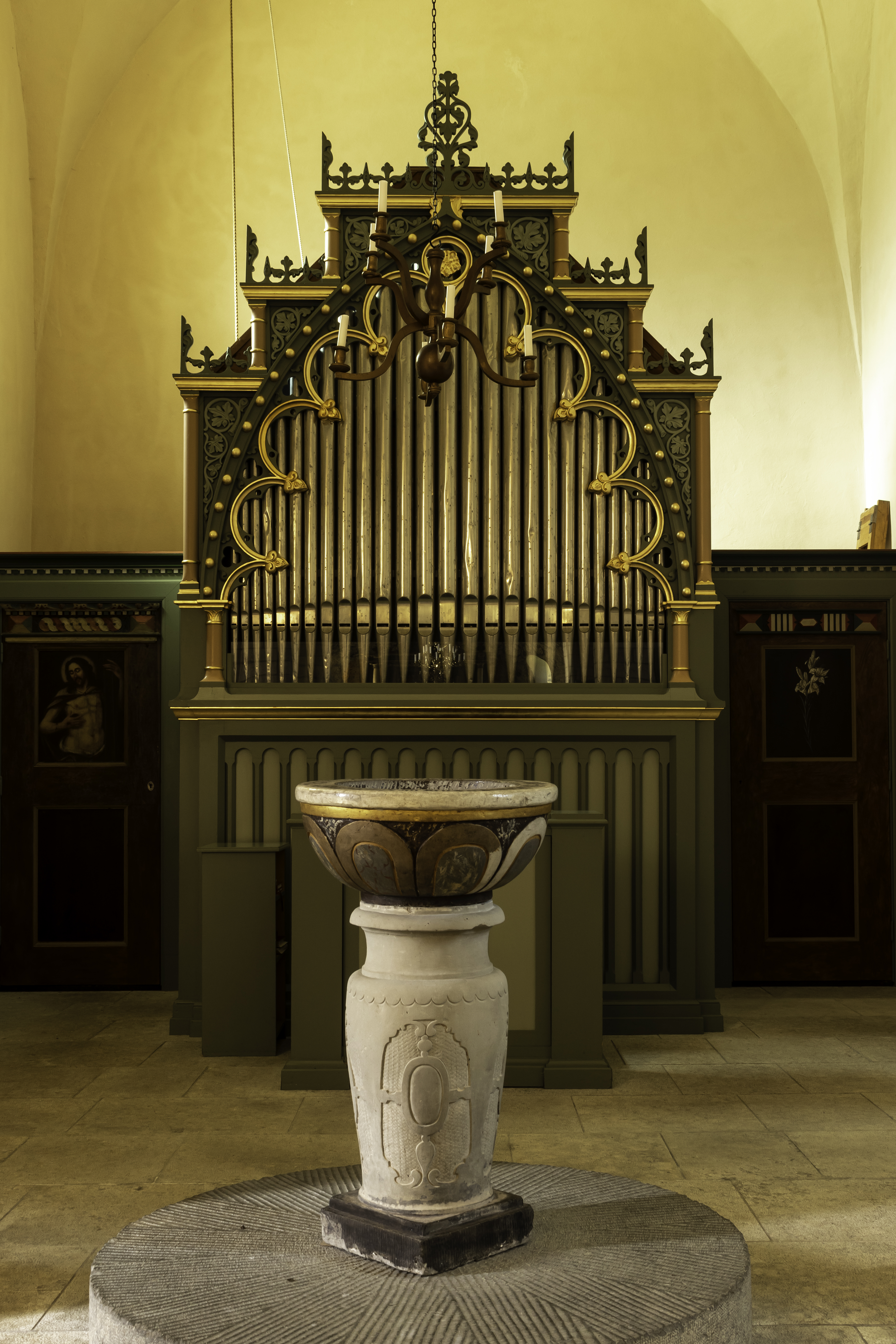
Dopfunt och orgel

### Internet
- Wikimedia Commons har media som rör Levide kyrka.
- Guteinfo
- på Gotland
- Orgelanders
- byggnadspresentation, Agneta Hållén 1998-08-21 (Fritt material varifrån denna artikel delvis är hämtad)
- Levide församling